# Les Dragons de Noailles
Les Dragons de Noailles est une marche militaire dont la musique a été composée par le chef de musique Jules Semler-Collery en 1954. Les paroles chantées actuellement sont une création des dragons du 13e RDP. Aujourd’hui, c'est aussi le chant du 2e régiment de dragons NRBC et du 3e escadron de transport de blindés du 516e régiment du train (ancien 101e escadron de transport de blindés de la Légion étrangère). Il a été demandé aux unités françaises de la brigade franco-allemande d'éviter de le chanter devant leurs camarades germaniques. 

## L’allusion aux ravages du Palatinat
La musique de cette marche est parfois attribuée par erreur à Lully, et parfois datée de 1678. Dans la version que l’on chante aujourd’hui, la marche est connue sous le titre Les Dragons de Noailles, et contient ces vers :
Ils ont traversé le Rhin

Avec monsieur de Turenne

Ils ont incendié Coblence

Les fiers dragons de Noailles

Et pillé le Palatinat
À l'écoute de la chanson, le rapport est donc établi entre les dragons d’un des quatre maréchaux de Noailles et l'un des deux ravages du Palatinat — plutôt le premier, puisqu’il est question de Turenne. 

## Le régiment
Le Noailles-Cavalerie, régiment de cavalerie légère du maréchal Anne-Jules de Noailles, n’est levé que le 20 décembre 1688. Il n’a donc pas participé au premier ravage du Palatinat (1674). Il ne peut non plus avoir servi sous les ordres de Turenne (mort en 1675).
Il n’est pas exclu, en revanche, qu’Anne Jules de Noailles ait accompagné Turenne dans la campagne de 1674 — avec des dragons sous ses ordres.
Le Noailles-Cavalerie a bien participé (sous le commandement du lieutenant-colonel Charles de Dyenne de Cheyladet) aux campagnes successives de la guerre de la Ligue d'Augsbourg, prétexte au second ravage du Palatinat (1689-1693). Mais il ne devient un régiment de dragons, sous le nom de Noailles Dragons, que le 25 mars 1776.
En 1791, il devient le 15e régiment de dragons. Il est dissous en 1962.

## Origine des paroles
L’écriture des paroles peut être tardive, ou bien des remaniements ont été apportés au fil des siècles. Ce qui expliquerait une certaine confusion entre la maison de Noailles, les dragons, les exactions de Turenne dans le Palatinat, le second ravage ordonné par Louvois et un « incendie de Coblence » qui peut faire référence à l’occupation française de 1632, aux bombardements lourdement destructeurs de 1688, à la prise de la ville en 1794 ou à la démolition de l’ancienne forteresse d’Ehrenbreitstein en 1801.  
Un manuscrit daté des années 1765-66 donne un unique couplet d’une chanson de 1666 faisant allusion à la blessure du chevalier de Chevreuse dont on peut penser qu’il fut écrit sur le même air que celui des Dragons de Noailles encore que la composition de Lully ne date que de 1678 (Loulanla jai le nez cassé/ Je n’irai plus dans la tranchée/ Loulanla jai le nez cassé/ Je men vas me faire panser). On retrouve une réminiscence du refrain en 1906 (Lon Ion la, laissez-les passer/ Les Français reprennent la Lorraine, / Lon lon la, laissez-les passer./ Ils ont eu du mal assez...), mais ce ne sont pas les paroles chantées actuellement. 
Les paroles ne sont pas connues dans l’armée avant les années 1960. Pourtant en 1961 ce chant est régulièrement utilisé pour les déplacements de la troupe, ainsi que par la fanfare au sein du Centre d’instruction du 14e Régiment de Chasseurs Parachutistes (source ?). Aucun recueil ne mentionne ce chant, chez les scouts ou les importantes éditions des Chantiers de jeunesse de la 2e GM. Le premier enregistrement figure sur un 33 tours, 17,5 cm, du 13e RDP (Chants de marche, Disques Pégase, 7158-K, vers 1963). Les confusions historiques indiquent que le chant n'évoque pas la conquête du Palatinat, mais est une métaphore des combats menés pendant la guerre d'Algérie. À cette date, il était interdit de l'évoquer, il ne pouvait exister que des “événements”. De cette façon détournée (métaphorique), les dragons pouvaient chanter leurs combats sans encourir de sanction. Ensuite, il est enregistré par la promotion de l'EMIA Plateau des Glières en 1970 (33 tours, SODER, SOD 20702), la même année il figure sur un 45 tours des élèves sous-officiers de l'école de cavalerie de Saumur (SOE, 45 tours, Janeret, 031). Il est depuis régulièrement enregistré et publié dans des recueils militaires, attestant ainsi de sa diffusion et de sa popularité au sein de la troupe. On le retrouve aussi dans les répertoires des mouvements de jeunesse.

## Les paroles
Version actuelle:
Ils ont traversé le Rhin

Avec Monsieur de Turenne

Au son des fifres et tambourins

Ils ont traversé le Rhin

Refrain :

Lon, lon, la

Laissez les passer

Les Français sont dans la Lorraine

Lon, lon, la

Laissez les passer

Ils ont eu du mal assez

Ils ont incendié Coblence

Les fiers Dragons de Noailles

Et pillé le Palatinat

Ils ont incendié Coblence

Ils ont fait tous les chemins

D’Anjou, d’Artois et du Maine

Ils n’ont jamais eu peur de rien

Ils ont fait tous les chemins

Ils ont pavoisé Paris

Les fiers Dragons de Noailles

Avec les trophées ennemis

Ils ont pavoisé Paris

Ils ont protégé le roi

Il en sera fort aise

Car ils sont ses meilleurs soldats

Ils ont protégé le roi

### Version chantée en école militaire
Ils ont décoré Paris,

Les fiers dragons de Noailles,

Avec les drapeaux ennemis,

Ils ont décoré Paris.

Refrain :

Lon lon la, laissez les passer, 

Les Français reprennent la Lorraine,

Lon lon la, laissez les passer,

Ils ont eu du mal assez.

Ils ont traversé le Rhin,

Avec monsieur de Turenne,

Au son des fifres et tambourins,

Ils ont traversé le Rhin.

Refrain

Ils ont incendié Coblence,

Les fiers dragons de Noailles,

Et pillé le Palatinat,

Ils ont incendié Coblence.

Refrain

Ils ont fait tous les chemins,

D’Anjou, d’Artois et du Maine,

Ils n’ont jamais eu peur de rien,

Ils ont traversé le Rhin.

Refrain

## Tradition
Dans les dernières années du 15e régiment de dragons, cette chanson est interprétée durant le défilé de la Saint-Georges. Le pas est lent (90 pas par minute), car c'est une marche d'Ancien Régime

## Sources
- Ministère de la Guerre, Historique des corps de troupe de l’armée française.
- Colonel G.A. Durand, Historique succinct du 15e régiment de dragons.
- Joseph Vingtrinier, Chants et chansons des soldats de France, Albert Méricant, 1902, 302 pages.
- Thierry Bouzard, les Dragons de Noailles, de musicæ-militari (présentation en ligne)